# Década de 1970 nos Estados Unidos
Esta é uma cronologia de década de 1970 nos Estados Unidos.

## 1970
- 5 de janeiro: O sindicalista Joseph A. Yablonski, sua esposa e sua filha são encontrados mortos na sua casa em Clarksville, Pensilvânia.[1]
- 12 de abril: Presidente Richard Nixon promete a retirada das forças norte-americanas do Vietnã.[2]
- 4 de maio: A Guarda Nacional de Ohio invade o campus da Universidade de Kent, mata quatro estudantes a tiros e fere nove após um protesto estudantil contra a invasão do Cambodja durante a Guerra do Vietnã.[3]
- 11 de junho: Anna Mae Hays e Elizabeth P. Hoisington são as primeiras mulheres a tornar-se as Generais do Exército dos Estados Unidos.[4]
- 22 de junho: O governo de Richard Nixon altera para 18 anos a idade para votação.[5]
- 2 de dezembro: A Agência de Proteção Ambiental dos Estados Unidos (United States Environmental Protection Agency) começa a funcionar.[6][7]
- 21 de dezembro: Elvis Presley visita o presidente Richard Nixon na Casa Branca.[8]
- 29 de dezembro: Presidente Richard Nixon assina a Lei de Segurança e Saúde Ocupacional (Occupational Safety and Health Act), criando a Administração de Segurança e Saúde Ocupacional (Occupational Safety and Health Administration).[9]

## 1971
- 8 de janeiro: As pensões anuais dos ex-presidentes dos Estados Unidos são aumentadas de 25 mil dólares para 60 mil dólares e as de viúvas presidenciais de 10 mil dólares para 20 mil dólares.[10]
- 11 de fevereiro: Os Estados Unidos, o Reino Unido, a União Soviética e outros países, assinam o Tratado sobre a Proibição da Colocação de Armas Nucleares e Outras Armas de Destruição em Massa no Leito do Mar e no Fundo do Oceano (Seabed Arms Control Treaty) e em seu subsolo, banindo as armas nucleares.[11]
- 29 de março: Em Fort Benning, Geórgia, o tenente do Exército norte-americano, William L. Calley, é condenado pelo assassinato de 22 vietnamitas civis no Massacre de My Lai.[12][13]
- 14 de abril: Presidente Richard Nixon termina o embargo contra a China.
- 10 de maio: O Senado dos Estados Unidos aprova a Vigésima-Sexta Emenda da Constituição dos Estados Unidos por 21 votos contra 18.
- 20 de junho: A Vigésima-Sexta Emenda da Constituição dos Estados Unidos é ratificada.[14]

## 1972
- 13 de janeiro: Presidente Richard Nixon anuncia a retirada dos 70 mil tropas combatantes norte-americanas do Vietnã do Sul por final de ano.[12][15]
- 21 de fevereiro: Presidente Richard Nixon chega a Pequim para começar a visitar a China por uma semana, sendo o primeiro presidente norte-americano a visitar a nação.[14][16]
- 26 de março: Representantes dos Estados Unidos e da União Soviética assinam o acordo chamado SALT I, uma das Conversações sobre Limites para Armas Estratégicas, em Moscou.[17]
- 17 de junho: Cinco funcionários da Casa Branca são presos pela polícia de Washington, DC ao tentar instalar escutas nos escritórios do Comitê Nacional do Partido Democrata, no Edifício Watergate, iniciando o Caso Watergate.[14][18][19][20]
- 29 de junho: A Suprema Corte dos Estados Unidos declara que a pena de morte no país é inconstituicional.[21]
- 3 de novembro: É realizada a eleição presidencial. Richard Nixon é reeleito presidente dos Estados Unidos, derrotando George S. McGovern.[14]

## 1973
- 21 de janeiro: Presidente Richard Nixon começa seu segundo mandato.[22]
- 22 de janeiro: A Suprema Corte dos Estados Unidos decide que o aborto não pode ser proibido durante os primeiros seis meses da gestação.[14][22][23]
- 27 de janeiro: Um armistício entre os Estados Unidos e o Vietnã do Norte é assinado em Paris, pondo fim à intervenção direta das Forças Armadas dos Estados Unidos na Guerra do Vietnã.[24][25]
- 14 de fevereiro: Os primeiros prisioneiros de guerra norte-americanos são libertados do Vietnã do Norte.[24]
- 29 de março: As últimas tropas norte-americanas são retiradas do Vietnã do Sul.[12][22][25]
- 4 de abril: O complexo de edifícios World Trade Center é inaugurado em Nova Iorque.[26]
- 14 de abril: O então diretor do FBI, Patrick Gray, renuncia depois de admitir que destruiu provas do escândalo Watergate.
- 22 de agosto: Henry Kissinger é nomeado Secretário de Estado dos Estados Unidos, em substituição a William Rogers.

## 1974
- 9 de maio: O Comitê Judicário da Câmara dos Representantes dos Estados Unidos inicia o procedimento de impeachment contra o presidente Richard Nixon.[27][28]
- 27 de julho: A Câmara de Representantes dos Estados Unidos inicia um processo, que depois seria conhecido por Watergate, de "denúncia e repulsa" contra o presidente Richard Nixon, acusado de falso testemunho e abuso de poder.
- 8 de agosto: Richard Nixon, num discurso pela televisão nacional, anuncia que irá renunciar à presidência dos Estados Unidos por causa do escândalo de Watergate.[24][27][29]
- 9 de agosto: Richard Nixon torna-se o primeiro presidente dos Estados Unidos a renunciar ao cargo.[27]
- 9 de agosto: Gerald R. Ford torna-se o 38° presidente dos Estados Unidos após a renúncia de Richard Nixon.[24]
- 21 de agosto: Presidente Gerald R. Ford nomeia Nelson Rockefeller para a vice-presidência.[24]
- 8 de setembro: Presidente Gerald R. Ford concede um perdão incondicional ao ex-presidente Richard Nixon.[30]

## 1975
- 22 de janeiro: Presidente Gerald R. Ford assina a Convenção de Armas Biológicas.[31]
- 30 de abril: Os últimos norte-americanos são evacuados da embaixada em Saigon, pondo fim á Guerra do Vietnã.[32][33]
- 12 de maio: Um navio mercante norte-americano SS Mayagüez é atacado e apreendido pelo navio de patrulha naval cambojano nas águas internacionais.[33][34]
- 26 de junho: Dois agentes do FBI, Jack R. Coler e Ronald A. Williams, e um membro do American Indian Movement são mortos em um tiroteio no Dakota do Sul.[35]
- 15 de julho: Os Estados Unidos e a União Soviética iniciam o Projeto de Teste Apollo-Soyuz.[36]
- 5 de setembro: Presidente Gerald R. Ford sobrevive a primeira tentativa de assassinato por Lynette Alice Fromme em Sacramento, Califórnia.[24][35][37]
- 22 de setembro: Presidente Gerald R. Ford sobrevive a segunda tentativa de assassinato por Sara Jane Moore em um hotel de San Francisco, Califórnia.[24][35][38]

## 1976
- 15 de janeiro: Sara Jane Moore é condenada à prisão perpétua pela tentativa de assassinato contra o presidente Gerald R. Ford em San Francisco.
- 16 de junho: O embaixador norte-americano no Líbano, Francis E. Meloy Jr., e um assessor são assassinados pelos atiradores não-identificados.[39]
- 2 de julho: A Suprema Corte dos Estados Unidos declara que a pena de morte é constituicional.[40]
- 4 de julho: Os norte-americanos celebram os 200 anos de independência dos Estados Unidos.[40][41][42]
- 7 de outubro: Gary Mark Gilmore é condenado à morte pelo assassinato em Utah.[43]
- 2 de novembro: É realizada a eleição presidencial. Jimmy Carter é eleito presidente dos Estados Unidos.[43]

## 1977
- 17 de janeiro: Gary Mark Gilmore, acusado de assassinato, é fuzilado na Prisão Estadual do Utah e torna-se o primeiro preso executado nos Estados Unidos.[44]
- 20 de janeiro: Jimmy Carter toma posse como o 39º presidente dos Estados Unidos.[45]
- 14 de fevereiro: Em Washington, D.C., Cilfford Irving torna-se o primeiro negro a ser nomeado como o Secretário do Exército dos Estados Unidos.[46]
- 11 de março: O Governo brasileiro cancela o tratado militar de cooperação com os Estados Unidos.[47]
- 13 de julho: A cidade de Nova Iorque sofre o maior blecaute da história, que dura por 25 horas.[48] A polícia prende cerca de 3 mil pessoas sob suspeita de saque.
- 4 de agosto: O Congresso dos Estados Unidos assina a legislação, que cria o Departamento de Energia.[41][49]
- 20 de agosto: A sonda espacial Voyager II é lançada para explorar outras planetas.[50]

## 1978
- 15 de fevereiro: O boxeador Leon Spinks derrota Muhammad Ali em Las Vegas para conquistar o título mundial dos pesos pesados de boxe.[51]
- 16 de março: O Senado dos Estados Unidos aprova o primeiro dos dois tratados do Canal do Panamá por um voto de 68 a 32.[52]
- 29 de março: Presidente Jimmy Carter começa a visitar ao Brasil por três dias.
- 18 de abril: O Senado dos Estados Unidos aprova o segundo dos dois tratados do Canal do Panamá.[53][54]
- 27 de abril: Um acidente durante a construção da usina de Willow Island, West Virginia, mata 51 trabalhadores, incluindo onze membros de uma família.[55]
- 16 de junho: Presidente Jimmy Carter e General Omar Herrera assinam os tratados do Canal do Panamá.[39]
- 6 de setembro: Inicia a conferência de paz de Camp David entre o presidente Anwar Sadat do Egito e o primeiro-ministro Menachem Begin de Israel.[56][57]
- 25 de setembro: Uma colisão de dois aviões sobre San Diego mata 144 pessoas.[58]

## 1979
- 1 de janeiro: Os Estados Unidos estabelecem as relações diplomáticas com a República Popular da China.[59][60]
- 14 de fevereiro: O embaixador norte-americano no Afeganistão, Adolph Dubs, é assassinado após ser sequestrado pelos extremistas muçulmanos em Cabul.[61]
- 19 de março: Embargo dos EUA a Cuba: o presidente Jimmy Carter se nega a renovar as restrições para os cidadãos estado-unidenses em viagens para Cuba.
- 26 de março: O presidente egípcio Anwar Sadat e o primeiro-ministro israelense Menachem Begin assinam o Tratado de Paz Israelo-Egípcio na Casa Branca, em Washington, DC.[17]
- 28 de março: O maior acidente nuclear da América ocorre no interior do reator do Número Dois na usina de Three Mile Island, perto de Middletown, Pensilvânia.[62]
- 25 de maio: Um DC-10 da American Airlines que operava o voo 191 perde o motor na decolagem, o motor se desprende da asa e atinge o avião, danificando-o, o avião caiu em um parque próximo ao Aeroporto Internacional O'Hare, em Chicago. Todas as 271 pessoas a bordo do avião mais 2 em solo são mortas.[63]
- 18 de junho: Presidente Jimmy Carter e o líder soviético Leonid Brejnev assinam em Viena, Áustria, o Tratado SALT II, que limita a fabricação de armas estratégicas.[64][65][66]
- 1 de outubro: Papa João Paulo II começa a visitar aos Estados Unidos por uma semana.[64]
- 6 de outubro: Papa João Paulo II torna-se o primeiro pontífice a visitar a Casa Branca.[67]
- 17 de outubro: O Departamento de Educação dos Estados Unidos é criado pelo Congresso dos Estados Unidos com a separação das agências educacionais.[68]
- 4 de novembro: Estudantes iranianos invadem o embaixada norte-americana e tomam como reféns 66 norte-americanos, iniciando a Crise de reféns do Irã.[66][69]